# Ematia
Ematia, Ἠμαθία – starożytna kraina w Macedonii rozciągająca się od rzeki Aksios po Aliakmon.